# トラヒック理論
トラヒック理論（トラヒックりろん、Traffic Theory）とは、限られた窓口・通信回線・交換設備などの資源を利用し効率的にサービスを行うため、サービス拒絶確率・待ち時間・資源の利用効率などを取り扱う理論である。原音に即してトラフィック理論とも言う。
ここでは、サービスが拒絶された場合に待ち状態にならずサービス要求が消滅する、即時式のサービス提供について扱う。

## トラヒックの諸量の定義
呼数 C
利用者が資源を占有することを呼（こ）、またはcallと言い、その累積数である。
保留時間
占有の開始（生起）から終了までの時間である。
呼数密度 λ
呼数/単位時間
平均保留時間 h
一定期間内の呼の保留時間の平均値。
トラヒック量 T
呼によって資源が占有された時間の総和。平均保留時間×呼数。
呼量 a
時間当たりのトラヒック量、トラヒック密度。平均保留時間×呼数/測定時間。時間/時間の無次元であるが単位としてアーランが使用される。
終了率 μ
1/h
回線使用率
回線が有効に使用された割合。N個の回線で運び得る呼量はNアーランであるから、運ばれた呼量/回線数である。
呼損率 E
資源の制約で運ばれなかった呼の割合。損失呼数/総呼数。
接続損失
回線・交換設備を多段階に接続した場合の呼損率は、各段階の呼損率の和にほぼ等しい。

## アーランB式
アーランB式は、アーラン分布の呼を即時式完全線群の設備に加えた場合の呼損率を表す式である。
{\displaystyle B={{\displaystyle {a^{S} \over S!}} \over {\displaystyle 1+\sum _{n=1}^{S}{a^{n} \over n!}}}}
B : 呼損率  a : 加わる呼量  S : 出線数
前提条件
1. 呼がランダムに生起する。
2. 呼の保留時間は指数分布である。
3. 入線数は無限大で出線数は有限である。
4. サービスが拒絶された場合に待ち状態にならずサービス要求が消滅する。